# El lejano país de los estanques
El lejano país de los estanques es una novela policíaca del escritor Lorenzo Silva publicada en el año 1998 y ganadora del Premio El Ojo Crítico de Narrativa. También es la primera novela de la serie protagonizada por los investigadores Rubén Bevilacqua y Virginia Chamorro, oficiales de la Guardia Civil. El título se refiere a Austria, de donde viene la víctima del asesinato.

## Argumento
La Guardia Civil descubre en un pueblo del sur de Mallorca el cadáver de Eva Heydrich, una extranjera, que han matado de dos disparos y colgado desnuda de un travesaño del techo en el salón del domicilio veraniego de su amiga Regina Bolzano, igualmente una extranjera natural de Suiza. Como Regina Bolzano se ha dado al huida, el comandante Zaplana supone que esta mujer es la asesina de Eva Heydrich, pero no puede descubrir ningún rastro de la fugitiva. Días antes, el consulado austriaco ha presionado la policía española para que dé con el autor. Por eso el investigador especial Rubén Bevilacqua es enviado a Mallorca para buscar a Bolzano, por primera vez con una ayudante: la guardia Virginia Chamorro, haciendo el asunto de incógnito como turistas. Como el comandante Pereira explica: Te hemos alquilado un chalet. Vas a estar allí localizando testigos y husmeando por los sitios a los que la sospechosa y la víctima hayan podido ir (Silva, Lejano País, editión de 2010, p. 30-31).

## Valoración de la obra
La novela  es una obra maestra en todos los aspectos. El primer capítulo es excelente por el punto de vista macabro e irónico con que el escritor Lorenzo Silva cuenta el descubrimiento de la muerta. Tiene las palabras en lenguaje coloquial de Perelló, un suboficial viejo que ha visto muchas cosas y parece no tener respeto para la víctima, al guardia Satrústegui: Vaya par de peras; Reconozca, mi brigada, que la chica no está en su mejor momento. También la arquitectura de las primeras investigaciones de los agentes Bevilaqua y Chamorro y la caza por los asesinos que empieza en el medio de la novela. Hay otros encuentros en estilo irónico del primer capítulo y unas vueltas sorprendentes que amplían la tensión.
La energía criminalista de la obra se produce por las contradicciones del caso. Por ejemplo, en esta discusión entre Bevilaqua y Chamorro: «Supongamos que no lo hizo Regina. Lo hizo otro, a quien [...] le debe convenir que nosotros pensemos que fue Regina. [...]» – «Si ese otro actuó en connivencia con Regina, ella pudo pedirle que hiciera algo que la excluyera.» – «Claro, como matarla con una pistola llena de sus huellas dactilares.» (Silva, Lejano País, edición de 2010, p. 46). Pero la solución final de la novela tiene poco suspense. El autor tiene un asesino que no ha presentado como sospechoso, con ningún indicio y pocas alusiones en el curso de las acciones. Es imposible de deducir el autor del crimen por adelantado, pero una novela policiaca de cualidad tiene que poner unos rastros claros para los lectores que quieren comprobar o refutar teorías sobre el asesinato. En esta obra el asesino se cae como una piedra del cielo y es como el «famoso jardinero» que mató el dueño del castillo de forma imprevista. Como Perelló dijo en uno de los capítulos finales: «Era un acertijo endemoniado. Sólo hay un par de casualidades, pero sin ellas no había cristiano que pudiera descifrarlo.» (Silva, Lejano País, edición de 2010, p. 270). Lo mismo Bevilacqua dijo en el mismo capítulo: «Disparó al aire [...] [sin] nos enteramos de que había dado en el blanco.» (Silva, Lejano País, edición de 2010, p. 236).

## Nombre de la protagonista principal
El nombre de la víctima Eva Heydrich tiene dos partes. El nombre de pila refiere a la esposa de Adán, Eva, que cometió el primer pecado en el Edén. El apellido puede referir al jefe del Gestapo, Reinhard Heydrich, uno de los ideólogos del holocausto. La combination del nombres es llamativa y probablemente una caracterización indirecta de la víctima, en alusión a su conducta promiscua y provocadora.